# 加藤幹夫 (実業家)
加藤 幹夫（かとう みきお、1927年9月29日 - 1991年8月2日）は、日本の経営者、農学博士。協和発酵工業社長、会長を務めた。島根県出身。社長を務めた加藤辨三郎は父。

## 経歴
1952年に九州大学農学部農業工学科を卒業し、1954年に協和発酵工業に入社。
1979年3月に取締役に就任し、1980年3月に常務、1981年3月に専務を経て、1982年5月に副社長に就任し、1984年3月には社長に昇格。
1991年8月2日急性肺炎のために死去。63歳没。